# Our Time Will Come
Our Time Will Come – dziewiętnasty album studyjny niemieckiego zespołu industrialnego KMFDM, który został wydany 14 października 2014 roku przez Metropolis Records. Our Time Will Come jest piątym albumem studyjnym w dyskografii KMFDM, który nie posiada pięcioliterowego tytułu. Za okładkę odpowiada wieloletni kolaborant Aidan Hughes.

## Opis
Album Our Time Will Come został wydany 14 października 2014 roku. Jest utrzymywany w industrialnym stylu z wpływami popu i elektroniki. Album został w większości dobrze oceniony przez fanów zespołu i krytyków muzycznych. Po wydaniu Our Time Will Come zespół przez dłuższy niż zwykle czas pracował nad następnym albumem Hell Yeah!, wydanym w 2017 roku, prawie trzy lata później. Utwory Genau i Salvation zawierają polityczny i historyczny kontekst.

## Lista utworów
1. "Genau" – 5:14
2. "Shake the Cage" – 4:51
3. "Respekt" – 5:18
4. "Our Time Will Come" – 4:35
5. "Salvation" – 5:33
6. "Blood vs. Money" – 3:53
7. "Get the Tongue Wet" – 3:47
8. "Brainwashed" – 4:22
9. "Playing God" – 4:29
10. "Make Your Stand" – 6:21

## Twórcy

### KMFDM
- Lucia Cifarelli – kompozycja, produkcja
- Jules Hodgson – kompozycja, mieszanie, technika
- Sascha Konietzko – kompozycja, produkcja, technika, mieszanie
- Andy Selway – kompozycja
- Steve White – kompozycja

### Gościnnie
- Paul Aleinikoff – kompozycja
- Annabella Asia – wokal
- Bradley Bills – perkusja, bębny
- Justin Gammon – sprzęt
- Brian Gardner – doskonalenie
- Tom Stanzel – bas, kompozycja, bębny, technika, mieszanie, syntezatory, wokal
- William Wilson – kompozycja, technika, mieszanie, wokal[5]